# DTCN L5
Der DTCN L5 ist ein französischer Torpedo.

## Entstehung
Die Direction Technique des Construction Navales (DTCN) begann die Entwicklung dieses Torpedos in den 1960er-Jahren. Der Torpedo kann in der Version L5 von Überwasserschiffen und U-Booten verwendet werden. Eine leichtere Variante L4 wird von Flugzeugen verwendet. Beide Versionen sind mit einem Thomson-CSF-aktiv/passiv-Panoramasuchkopf ausgestattet. Das erlaubt dem Torpedo verschiedene vorher programmierte Angriffsprofile auszuführen. Das kann ein direkter Angriff auf ein Unterwasser- oder Überwasserziel sein oder ein automatisierter Suchlauf nach bestimmten Sonarprofilen, die dann automatisch angegriffen werden. Nachteilig ist die geringe Reichweite des elektrisch angetriebenen Torpedos. Sie führte zur Entwicklung des DTCN F17.

## Nutzerländer
- Belgien
- Frankreich
- Pakistan
- Spanien